# 대전목양초등학교
대전목양초등학교는 대한민국 대전광역시 중구에 있는 공립 초등학교이다.

## 학교 연혁
- 2004. 03. 01 대전목양초등학교 23학급 개교(특수1포함)
- 2004. 03. 01 제1대 김광규 교장 부임
- 2005. 02. 18 제1회 졸업식(졸업생수 94명)
- 2006. 01. 10 인성교육우수학교 선정(교육감)
- 2006. 02. 17 제2회 졸업식(졸업생수 109명, 총 203명)
- 2007. 03. 01 제2대 임한영 교장 부임
- 2008. 03. 01 시지정 학력신장 시범학교
- 2009. 02. 20 제5회 졸업식(졸업생수 143명, 총 622명)
- 2009. 03. 01 36학급 편성(특수1포함), 유치원 3학급(특수1포함)
- 2009. 07. 02 영어교육 리더학교 최우수교 선정
- 2010. 09. 01 제3대 김성한 교장 부임
- 2011. 03. 01 보건실 현대화 사업 완료
- 2012. 12. 18 독서교육 Top-school 선정
- 2012. 12. 19 방과후학교 Top-school 선정, 인성교육 우수브랜드 선정
- 2014. 03. 01 스마트 모델학교 운영(스마트교실 구축)(1년)
- 2014. 02. 28 돌봄겸용교실 구축(2개 교실)
- 2014. 09. 01 제4대 장석문 교장 부임
- 2014. 12. 31 학교회계재정 운영 평가 최우수학교 선정
- 2015. 02. 13 제11회 졸업식 (졸업생수 142명, 총 1,714명)
- 2015. 03. 01 36학급 편성(특수1포함), 유치원 4학급(특수 1포함)

## 참고 자료
- 대전목양초등학교 - 한국교육학술정보원 학교알리미